# Cyclosa alba
Cyclosa alba Tanikawa, 1992 è un ragno appartenente alla famiglia Araneidae.

## Etimologia
Il nome proprio della specie deriva dall'aggettivo latino albus, -a, -um, che significa bianco, pallido, ad indicare il colore di questa specie cha va dal biancastro al giallo pallido

## Caratteristiche
L'olotipo femminile e i paratipi rinvenuti sono di dimensioni: cefalotorace lungo 1,06-1,36mm, largo 0,91-1,08mm; opistosoma lungo 2,00-3,07mm, largo 1,27-1,90mm.

## Distribuzione
La specie è stata reperita in Giappone: sull'isola di Iriomote nella prefettura di Okinawa; sull'isola di Miyake nella prefettura di Tokyo; a Konpira e Mitoyo-gun nella prefettura di Kagawa.

## Tassonomia
Al 2013 non sono note sottospecie e dal 2009 non sono stati esaminati nuovi esemplari.